# Rychlostní silnice S74 (Polsko)
Rychlostní silnice S74 je plánovaná polská rychlostní silnice, která bude začínat na rychlostní silnici S12 u Sulejówa a povede přes Kielce a Opatów a napojí se u Niska na rychlostní silnici S19. Celková délka rychlostní silnice bude 206,8 km, z toho je v provozu 6,8 km. Povede přes Lodžské, Svatokřížské a Podkarpatské vojvodství.

## Historie

### 1993
Rychlostní silnice S74 v trase Piotrków Trybunalski – Tarnobřeh – Stalowa Wola – Řešov – Barwinek byla zahrnuta do nařízení Rady ministrů ze dne 28. září 1993 o směrovém uspořádání dálnic a rychlostních silnic.

### 2001
Rychlostní silnice S74 nebyla zahrnuta do plánované sítě rychlostních silnic v nařízení Rady ministrů ze dne 29. září 2001.

### 2003–2009
V nařízení Rady ministrů ze dne 26. srpna 2003 byla rychlostní silnice S74 vedla v této trase Sulejów – Kielce – Opatów – Tarnobrzeg – Stalowa Wola – Nisko . Stejným způsobem byla uvedena v nařízeních z 15. května 2004, 3. února 2007 a 20. října 2009.

## Úseky v provozu

### Kielce – Cedzyna
V letech 2009–2011 byl postaven úsek Kielce – Cedzyna o délce 6,8 km. Náklady na celý projekt činily 361 milionů PLN, zatímco náklady na stavební práce činily 285 milionů PLN. Zhotovitelem úseku bylo konsorcium tvořené společnostmi Przedsiębiorstwo Robót Inżynieryjnych Fart, Mosty-Łódź a Fardub Consulting.

## Úseky v plánu
- Sulejów – hranice Lodžského vojvodství
- hranice Svatokřížského vojvodství – Przełom / Mniów
- Przełom / Mniów – Kostomłoty
- Kostomłoty – Kielce
- Cedzyna – Łagów – Jałowąsy
- Jałowąsy – Opatów
- Opatów – Nisko